# Barwnobestia rudawa
Barwnobestia rudawa (Poecilotheria rufilata) – indyjski gatunek pająka z rodziny ptasznikowatych.

## Wygląd
Samiec smuklejszy i ubarwiony mniej kontrastowo od samicy. Dorosły samiec zazwyczaj nie przekracza 6 cm ciała i posiada narządy kopulacyjne na nogogłaszczkach. Jedna z większych z rodzaju Poecilotheria, samica dorasta do 8 cm ciała, a rozpiętość odnóży sięga 22 cm. Dominujący kolor oliwkowo-zielony, odnóża w żółto-czarne pasy, pokryty rudymi włoskami.

## Występowanie
Gatunek ten spotkać można na terenach górzystych lasów tropikalnych Indii (Kerala, Trivandrum, Ponmudi). Buduje gniazda w ptasich dziuplach.

## Zachowanie
Samice tego gatunku dożywają niekiedy 15 lat, natomiast samce padają pół roku po ostatniej wylince.
Jak zdecydowana większość ptaszników nadrzewnych jest pająkiem szybkim i skocznym. Jest też agresywny i posiada silny jad.